# Sarıbulaq
Sarıbulaq är en ort i Azerbajdzjan.   Den ligger i distriktet Balakən Rayonu, i den nordvästra delen av landet, 300 km väster om huvudstaden Baku. Sarıbulaq ligger 208 meter över havet och antalet invånare är 1 543.
Terrängen runt Sarıbulaq är platt. Närmaste större samhälle är Talalar, 12,2 km öster om Sarıbulaq.
Trakten runt Sarıbulaq består till största delen av jordbruksmark. Runt Sarıbulaq är det ganska tätbefolkat, med 90 invånare per kvadratkilometer.